# Морфема
Морфе́ма — наименьшая единица языка с лексическим и грамматическим значением по определению, данному американским лингвистом Леонардом Блумфилдом в 1933 году. Термин введён И. А. Бодуэном де Куртене. Деление морфем на части приводит только к выделению незначимых элементов — фонем.

## Морфы и алломорфы
Строго говоря, морфема, будучи абстрактной языковой единицей, является не знаком, а классом знаков. Конкретная реализация морфемы в тексте называется морфой или (в последнее время чаще) морфом.
При этом морфы, представляющие одну и ту же морфему, могут иметь различный фонетический облик в зависимости от своего окружения внутри словоформы. Совокупность морфов одной морфемы, имеющих одинаковый фонемный состав, носит название алломорф.
Так, в предложении «Я бегу, и ты бежишь, а он не бежит» морфема «бег-» представлена тремя морфами (бег- в бегу, беж- в бежишь и беж- в бежит) и только двумя алломорфами (бег- и беж-).
Соотношение между морфом, алломорфом и морфемой примерно такое же, как между фоном (звуком речи), аллофоном и фонемой. Важно понимать, что для того, чтобы два морфа относились к одному алломорфу, они не должны обязательно иметь полностью одинаковое звучание: должны быть лишь одинаковыми фонемный состав и ударение.
В обиходе, даже среди специалистов по морфологии, термин «морфема» часто употребляется в значении морф. Иногда подобное неразличение в словоупотреблении проникает даже в публикуемые научные тексты. Следует быть внимательным в этом отношении, хотя в подавляющем большинстве случаев из контекста ясно, о какой именно сущности — конкретно-текстовом морфе или абстрактно-языковой морфеме - идёт речь.

## Классификация морфем

### Корни и аффиксы
Морфемы подразделяются на два основных типа — корневые (корни, или основы), и аффиксальные (аффиксы).
Корень — основная значимая часть слова. Корень является обязательной частью любого слова — не существует слов без корня. Корневые морфемы могут образовывать слово как в сопровождении аффиксов, так и самостоятельно.
Аффикс — вспомогательная часть слова, присоединяемая к корню и служащая для словообразования и выражения грамматических значений. Аффиксы не могут самостоятельно образовывать слово — только в сочетании с корнями. Аффиксы, в отличие от некоторых корней (как, например, какаду) не бывают единичными, встречающимися только в каком-то одном слове.

### Классификация аффиксов
Аффиксы подразделяются на типы в зависимости от их положения в слове. Наиболее распространены в языках мира два типа аффиксов — префиксы, располагающиеся перед корнем, и постфиксы, располагающиеся после корня. Традиционное название префиксов русского языка — приставки.
В зависимости от выражаемого значения, постфиксы подразделяются на суффиксы (имеющие деривационное, то есть словообразовательное значение) и флексии (имеющие реляционное, то есть указывающее на связь с другими членами предложения, значение). Традиционное название флексий русского языка — окончания, так как они, в основном, располагаются в самом конце слов.
Есть языки, которые не употребляют префиксов (тюркские, некоторые финно-угорские), а всю грамматику выражают постфиксами. В некоторых других языках, например, суахили (семейство банту, Центральная Африка), используются префиксы и почти не употребляются постфиксы. Индоевропейские языки, к которым принадлежит русский язык, используют и префиксы и постфиксы, но с явным перевесом в сторону последних.
Помимо префиксов и постфиксов, встречаются и аффиксы иных типов. Интерфиксы — служебные морфемы, не имеющие собственного значения, но служащие для связи корней в сложных словах (например, лоб-о-тряс). Конфиксы (Циркумфикс) — комбинации префикса с постфиксом, которые всегда действуют совместно, окружая корень (как, например, в немецком слове ge-lob-t — «хвалёный»). Инфиксы — аффиксы, вставляемые в середину корня (встречаются в индонезийских языках). Трансфиксы — аффиксы, которые, разрывая корень, состоящий из одних согласных, сами разрываются и служат «прослойкой» гласных среди согласных, определяя грамматическое значение слова (встречаются в семитских языках, в частности, в арабском).